# Édgar Bárcenas
Édgar Yoel Bárcenas Herrera, né le 23 octobre 1993 à Colón au Panama, est un footballeur international panaméen, qui évolue au poste de milieu de terrain au Mazatlán FC.

## Biographie

### Carrière en club
Le 26 janvier 2016, il est prêté au RNK Split, qui évolue en Prva HNL. Puis, le 28 février, il fait ses débuts en 1. HNL face au Dinamo Zagreb, lors d'une défaite 1-0.
Le 27 janvier 2017, il est prêté aux Cafetaleros de Tapachula qui évolue en Ascenso MX.

### Carrière internationale
Édgar Bárcenas compte 34 sélections avec l'équipe du Panama depuis 2014.
Il est convoqué pour la première fois en équipe du Panama par le sélectionneur national Hernán Darío Gómez, pour un match amical contre le Pérou le 6 août 2014. Il commence la rencontre comme titulaire, et sort du terrain à la 67e minute de jeu, en étant remplacé par Abdiel Arroyo. Le match se solde par une défaite 3-0 des Panaméens. 
Le 22 juin 2017, il fait partie des 23 appelés par le sélectionneur national pour la Gold Cup 2017, où il joue quatre rencontres.
Il fait partie de la liste des 23 joueurs panaméens sélectionnés pour disputer la Coupe du monde de 2018 en Russie, la première de l'histoire du Panama. Il participe aux trois matchs de poules en tant que titulaire : face à la Belgique (défaite 3-0) , face à l'Angleterre (défaite 6-1) et face à la Tunisie (défaite 2-1). 

## Palmarès
- Avec l'Árabe Unido
  - Champion du Panama en 2012 (ouverture), 2015 (clôture), 2015 (ouverture) et 2016 (ouverture)